# Claude Esteban
Claude Esteban (Parigi, 26 luglio 1935 – Parigi, 10 aprile 2006) è stato un poeta, saggista, critico d'arte e traduttore francese.
Claude Esteban è uno dei grandi poeti francesi degli ultimi decenni, e ha anche scritto molti saggi sulla poesia e il linguaggio poetico. Ha inoltre pubblicato numerosi saggi sull'arte, su artisti moderni e contemporanei (Ubac, Morandi, Chagall, Braque, Vieira da Silva, Szenes, Chillida, Giacometti, Picasso...), ma anche su antichi pittori (Goya, Velázquez, Rembrandt, Claude Lorrain, Caravaggio...). Nel 1973 fondò la rivista di poesia e arte Argile, pubblicata da Maeght (24 numeri dal 1973 al 1981).

## Opere

### Poesie
- La Mort à distance, Gallimard, 2007.
- Le Jour à peine écrit (1967-1992), Gallimard, 2006.
- Morceaux de ciel, presque rien, Gallimard, 2001.
- Janvier, février, mars, Farrago, 1999.
- Quelqu'un commence à parler dans une chambre, Flammarion, 1995.
- Soleil dans une pièce vide, su Edward Hopper, Flammarion, 1991.
- Elégie de la mort violente, Flammarion, 1989.
- Le Nom et la Demeure, Flammarion, 1985.
- Conjoncture du corps et du jardin suivi de Cosmogonie, Flammarion, 1983.
- Terres, travaux du cœur, Flammarion, 1979.

### Saggi sulla poesia
- Ce qui retourne au silence, Farrago, 2004.
- D'une couleur qui fut donnée à la mer, Fourbis, 1997.
- Le Partage des mots, Gallimard, 1990.
- Critique de la raison poétique, Flammarion, 1987.
- Un lieu hors de tout lieu, Galilée, 1979.

### Saggi sull'arte
- Par-delà les figures. Écrits sur l'art, 1964-2006, edizione di Xavier Bruel e Paul-Henri Giraud, prefazione di Pierre Vilar, L'Atelier contemporain, 2024.
- L'Ordre donné à la nuit (Caravaggio), Verdier, 2005.
- La Dormition du Comte d'Orgaz, Farrago, 2002.
- Traces, figures, traversées, Galilée, 1985.
- Palazuelo, Maeght, 1980.
- Ubac, Maeght, 1978.
- Veilleurs aux confins (Fernández, Morandi, Sima, Szenes, Tal-Coat, Ubac, Vieira da Silva), Fata Morgana, 1978.
- L'Immédiat et l'Inaccessible, Galilée, 1978.
- Chillida, Maeght, 1972.

### Traduzioni in italiano
- Dare un nome, trad. Delfina Provenzali, Milano, Vanni Scheiwiller/All'insegna del pesce d'oro, 1975.
- Diario immobile, trad. Jacqueline Risset, Milano, Vanni Scheiwiller/All'insegna del pesce d'oro, 1987.
- Dodici nel sole, trad. Anna Barbera, Palermo, Il Vertice, 1988.